# Bourletiellidae
Bourletiellidae es una familia de Collembola. La cabeza es grande y ovalada, con antenas relativamente largas de cuatro articulaciones y ojos oscuros relativamente grandes con muchas facetas. En color, son muy variables, como lo es su pelo. El cuerpo es casi esférico. Las patas son cortas y delgadas, su fúrcula es bastante pequeña.
Hay alrededor de 250 especies en 40 géneros de distribución mundial.

## Lista de géneros y especies
Según Checklist of the Collembola of the World (versión 12 de agosto de 2019):
- Bourletiellinae Börner, 1913
  - Acutoempodialis Bretfeld, 2000
  - Adisianus Bretfeld, 2003
  - Anarmatus Bretfeld, 2000
  - Aneuempodialis Stach, 1955
  - Arlesminthurus Bretfeld, 1999
  - Bourletides Betsch & Massoud, 1972
  - Bourletiella Banks, 1899
  - Bovicornia Delamare Deboutteville, 1947
  - Cassagnaudiella Ellis, 1975
  - Corynephoria Absolon, 1907
  - Cyprania Bretfeld, 1992
  - Deuterosminthurus Börner, 1901
  - Diksamella Bretfeld, 2005
  - Ellisiella Bretfeld, 1999
  - Fasciosminthurus Gisin, 1960
  - Heterosminthurus Stach, 1955
  - Karakumiella Bretfeld, 2010
  - Kaszabellina Betsch, 1977
  - Koupelia Bretfeld, 2001
  - Madecassiella Betsch & Waller, 1996
  - Massoudia Betsch, 1975
  - Nasosminthurus Stach, 1955
  - Navarrella Bretfeld & Arbea, 2000
  - Orenius Bretfeld, 2000
  - Paulianitas Betsch, 1978
  - Prorastriopes Delamare Deboutteville, 1947
  - Pseudobourletiella Stach, 1956
  - Rastriopes Börner, 1906
  - Sanaaiella Bretfeld, 2000
  - Stenognathriopes Betsch & Lasebikan, 1979
  - Tritosminthurus Snider, 1988
- Parabourletiellinae Betsch, 1974
  - Anjavidiella Betsch, 1974
  - Bourletiellitas Betsch, 1974
  - Parabourletiella Betsch, 1975
  - Vatomadiella Betsch, 1974